# Ross Aloisi
Ross Aloisi, född 17 april 1973 i Adelaide, Australien, är en australisk före detta professionell fotbollsspelare aktiv mellan 1990 och 2008. Aloisi spelade tre matcher för det australiska landslaget 1994 till 1998. Han är den äldre brodern till fotbollsspelaren John Aloisi